# Henningen (Much)
Henningen ist ein Ortsteil der Gemeinde Much im Rhein-Sieg-Kreis.

## Lage
Henningen liegt auf den Hängen des Bergischen Landes. Nachbarorte sind Esinghausen im Nordwesten, Oberdorf im Osten und Gibbinghausen im Süden.

## Geschichte
Am 12. November 1496 wurde mit dem Kirchmeister Petrus düve … de henningen der Ort erstmals urkundlich erwähnt.
1901 hatte das Dorf 105 Einwohner, darunter die Familien Frohnenberg, Hess und Kettwig. Fast alle im Ort waren Ackerer.